# Pont François-Ier (Le Pont-de-Beauvoisin)

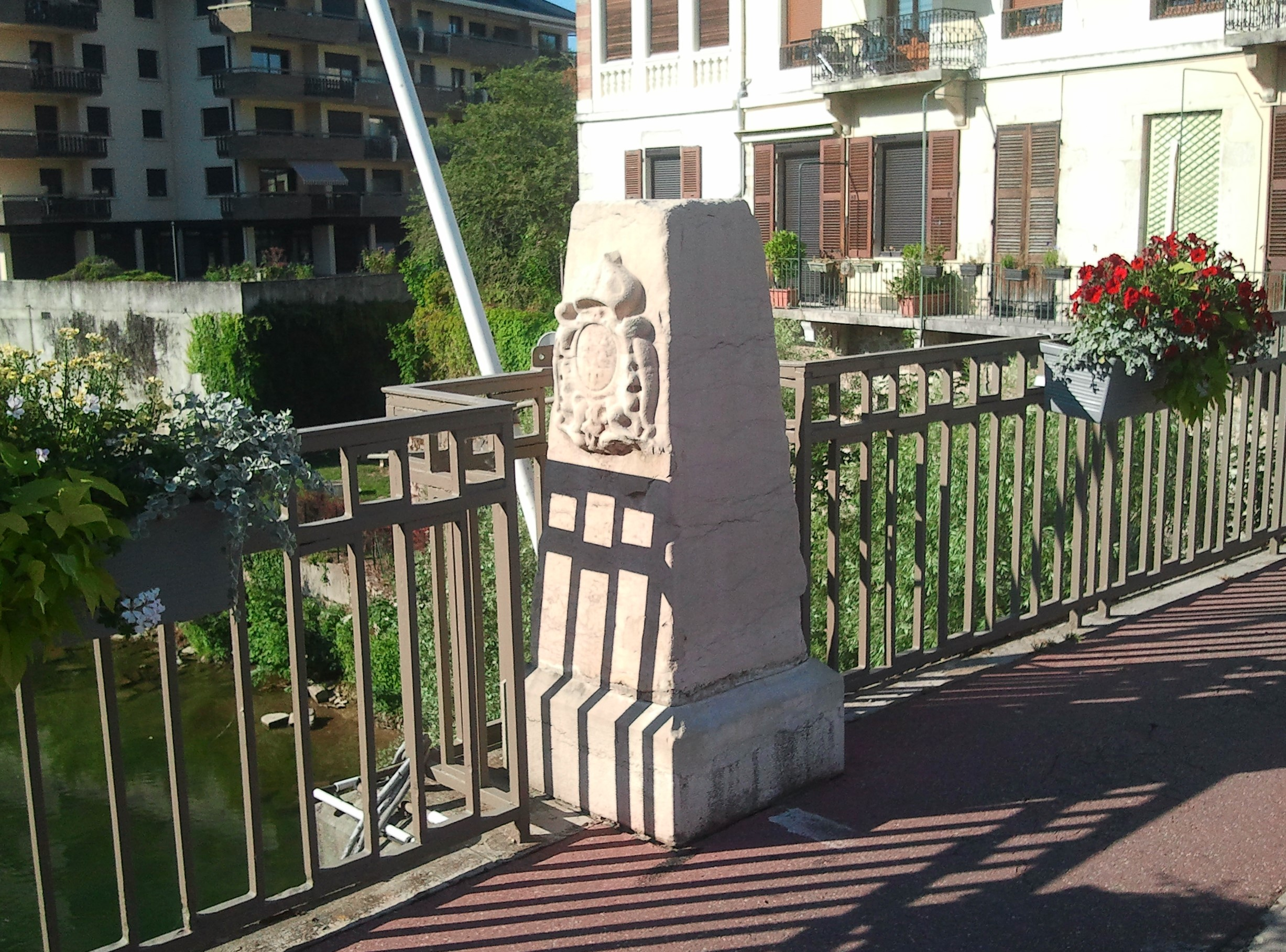
Borne armoriée datant de 1761 et qui se trouve au milieu du pont François Ier de Pont-de-Beauvoisin et qui avait pour fonction de délimiter l'ancien Royaume de France à l'ancien Duché de Savoie. Elle a pu retrouver sa place initiale lors de la reconstruction du pont après la Seconde Guerre mondiale.

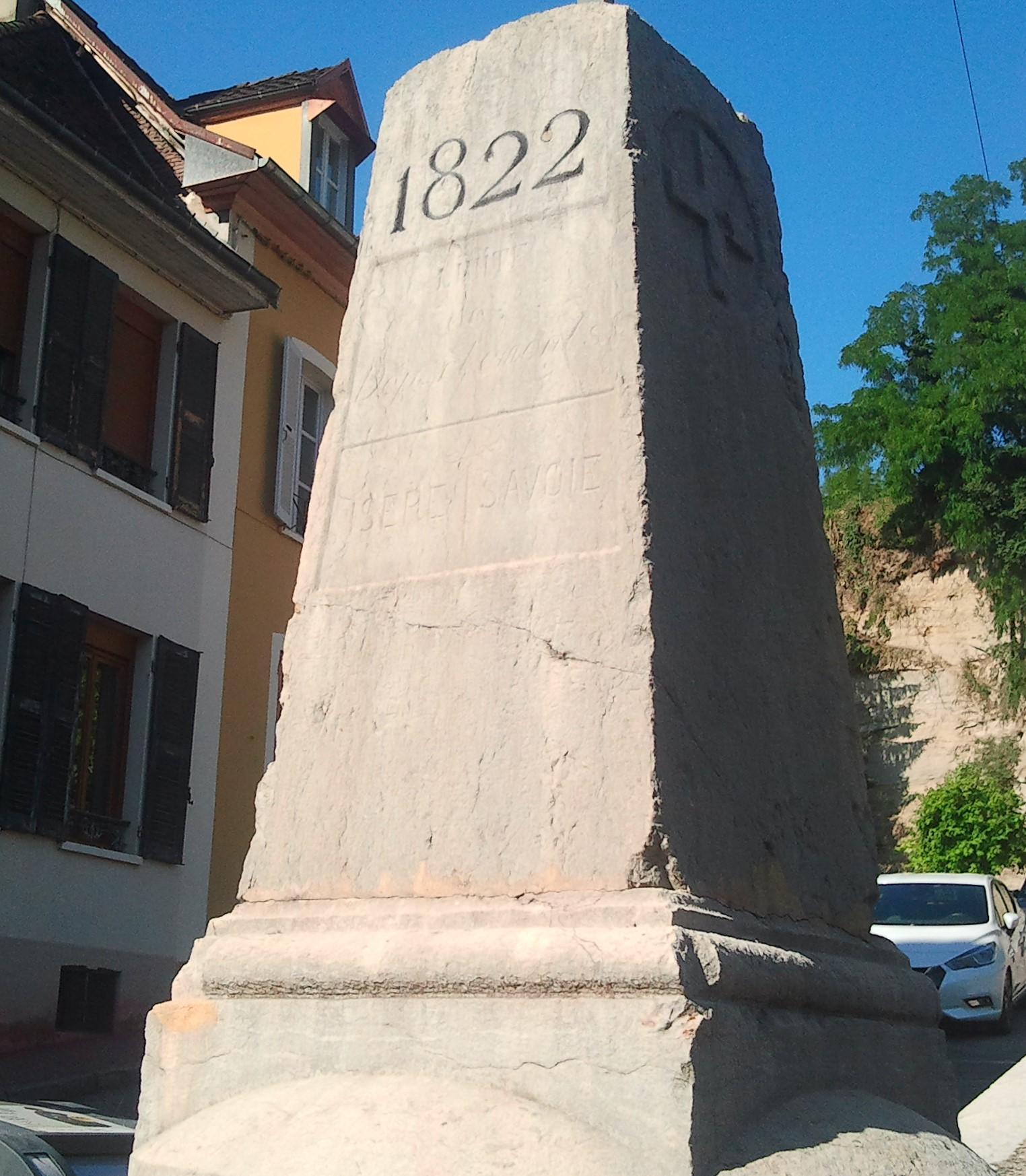
Borne n°6 datant de 1822 à Pont-de-Beauvoisin qui se trouve aujourd'hui Place des Tilleuls côté Savoie. Cette borne se trouvait au milieu du pont François Ier pour remplacer celle de 1761 qui avait été jetée à l'eau par les révolutionnaires français.

Le pont François-Ier est un pont routier traversant le Guiers et reliant les deux communes nommées Le Pont-de-Beauvoisin, situées respectivement en Isère et en Savoie.

## Histoire

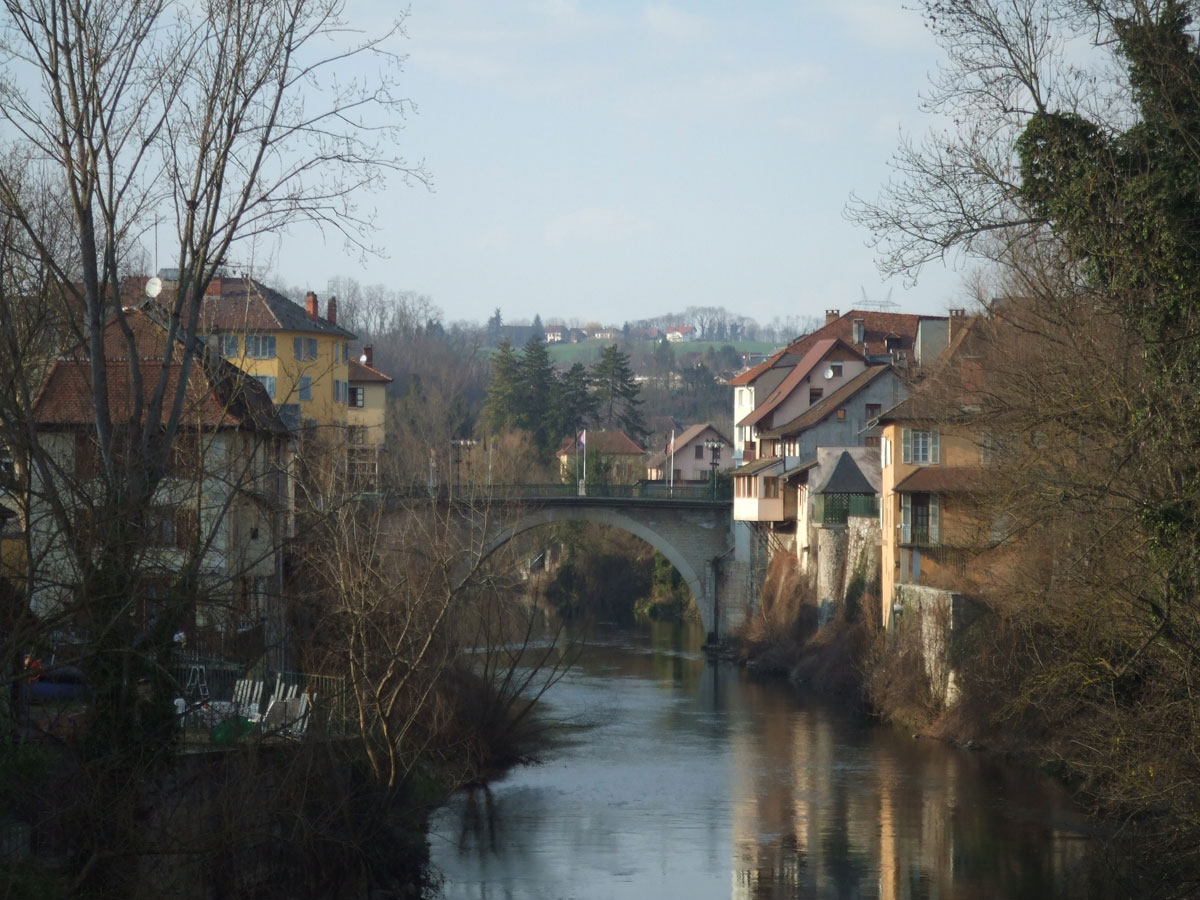
Le pont François-Ier

La présence d'un pont sur le site est attestée depuis au moins le IXe siècle: il remplace alors le pont romain de Boutet, à Romagnieu, ruiné au Haut Moyen Âge. Initialement en bois, il est reconstruit en pierre en 1583 et prend le nom de François Ier, qui avait ordonné sa construction en 1543, alors qu'il résidait à Lyon.
Pendant plusieurs siècles, le pont est un poste frontière entre la France et la Savoie. Au cours du XVIIIe siècle, la perception des droits de douane entraîne l'enrichissement des deux bourgades jumelles.
En 1761 a été installé au milieu de l'ancien pont François Ier, une magnifique borne armoriée qui délimitait l'ancien Duché de Savoie à l'ancien Royaume de France. En 1792, les révolutionnaires français pénétrèrent en Savoie et renversèrent cette borne dans le Guiers où elle resta pendant 34 ans, ballotée par les eaux du Guiers. On la ressortie de la rivière en 1826 mais en 1822, une nouvelle borne n°6 avait remplacée l'ancienne.

En 1940, le pont est détruit[Par qui ?] pour empêcher le passage des troupes allemandes. Après la guerre, le pont François-Ier est reconstruit avec des longerons métalliques, recouverts en partie par les pierres de l'ancien pont, dont des vestiges sont encore visibles dans la rivière. L'ancienne borne frontière est replacée au milieu du pont, marquant désormais la limite entre les deux départements.[réf. nécessaire] Quant à la borne n°6 de 1822, elle est désormais installée Place du 8 Mai 1945 à Pont-de-Beauvoisin (Savoie)